# Umberto Trippa

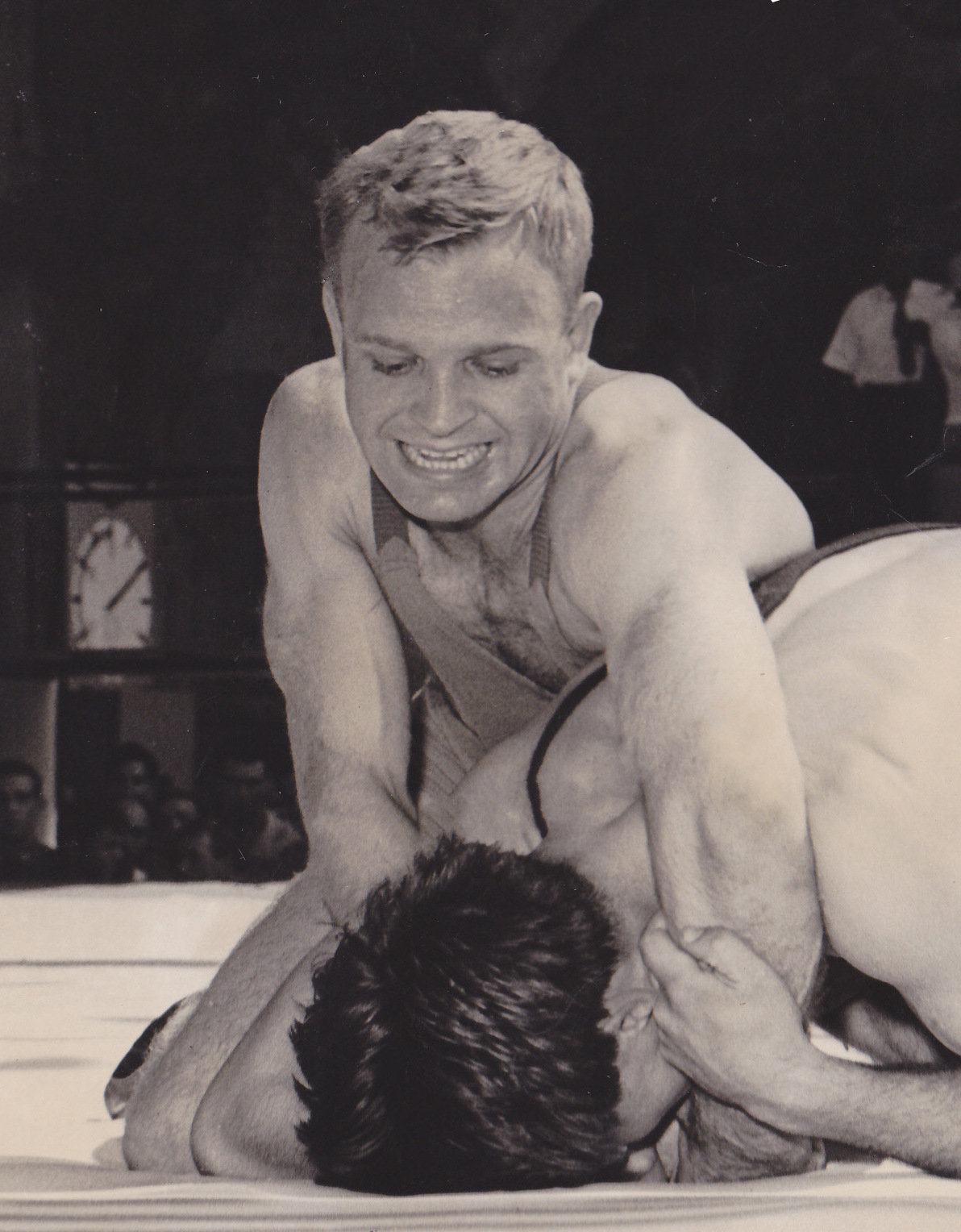
Umberto Trippa (1960), italienischer Ringer

Umberto Trippa (* 6. April 1931 in Terni; † 18. Dezember 2015) war ein italienischer Ringer und Vizeweltmeister 1953 im griech.-röm. Stil im Federgewicht.

## Werdegang
Umberto Trippa begann als Jugendlicher mit dem Ringen. Er spezialisierte sich dabei auf den griech.-röm. Stil. 1952 wurde er erstmals italienischer Meister im Federgewicht und vertrat daraufhin sein Land bei den Olympischen Sommerspielen in Helsinki. Mit drei Siegen und einer Niederlage belegte er dabei den 4. Platz und schrammte so nur knapp an der Bronzemedaille vorbei.
Bei der Weltmeisterschaft 1953 im eigenen Land wurde Trippa in Neapel Vizeweltmeister. Er besiegte dabei vier Ringer, darunter auch den starken Ungarn Imre Polyák und musste lediglich von dem alten Haudegen Olle Anderberg aus Schweden eine Niederlage einstecken.
Auch bei der Weltmeisterschaft 1955 in Karlsruhe lieferte Trippa gute Kämpfe. Er besiegte dort in der 1. Runde den hohen Favoriten, den sowjetischen Sportler Artem Terjan und erreichte nach Niederlagen gegen Roger Bielle aus Frankreich und Gunnar Håkansson aus Schweden in der 4. und 5. Runde den 5. Platz.
1956 nahm Trippa in Melbourne zum zweiten Mal an Olympischen Spielen teil. Er gewann dabei über den Rumänen Ion Popescu, schied aber nach Niederlagen gegen Polyák u. Roman Dsneladse aus der Sowjetunion aus und kam auf den 6. Platz.
1960 war Trippa in Rom zum dritten Mal bei Olympischen Spielen am Start. Und wieder verpasste er mit dem 4. Platz knapp eine Medaille. Ausschlaggebend dafür war, dass nach drei Punktsiegen, bei denen er jeweils mit einem Fehlpunkt belastet wurde, schon die Niederlage gegen Konstantin Wyrupajew aus der UdSSR sein Ausscheiden knapp vor der Finalrunde bewirkte.
Nach den Olympischen Spielen in Rom beendete Umberto Trippa seine Laufbahn als aktiver Ringer.

## Internationale Erfolge
(OS = Olympische Spiele, WM = Weltmeisterschaft, GR = griech.-röm. Stil, Fe = Federgewicht, damals bis 62 kg Körpergewicht)
- 1951, 2. Platz, Mittelmeerspiele, GR, Fe;
- 1952, 4. Platz, OS in Helsinki, GR, Fe, mit Siegen über Dagfin Huseby, Norwegen, Rolf Ellerbrock, Deutschland u. Bartholomäus Brötzner, Österreich u. einer Niederlage gegen Abdel Rashed, Ägypten;
- 1953, 2. Platz, WM in Neapel, GR, Fe, mit Siegen über Ruevan Benker, Israel, Elie Naasan, Libanon, Petter Nordlund, Norwegen, Imre Polyák, Ungarn u. Roman Heller, Österreich u. einer Niederlage gegen Olle Anderberg, Schweden;
- 1955, 2. Platz, Mittelmeerspiele in Barcelona, GR, Fe, hinter Rıza Doğan, Türkei u. vor Elie Naasan;
- 1955, 5. Platz, WM in Karlsruhe, GR, Fe, mit Siegen über Artem Terjan, UdSSR, Erkki Talosela, Finnland u. Hendrik Alflen, Niederlande u. Niederlagen gegen Roger Bielle, Frankreich u. Gunnar Håkansson, Schweden;
- 1956, 6. Platz, OS in Melbourne, GR, Fe, mit einem Sieg über Ion Popescu, Rumänien u. Niederlagen gegen Imre Polyák u. Roman Dsneladse, UdSSR;
- 1958, 2. Platz, Turnier in Udine, GR, Fe, hinter Vojislav Golosin, Jugoslawien u. vor Johann Marte, Österreich;
- 1960, 4. Platz, OS in Rom, GR, Fe, mit Siegen über Roger Mannhard, Frankreich, Rudolf Petersen, Dänemark, Johann Marte u. Spas Penew, Bulgarien u. einer Niederlage gegen Konstantin Wyrupajew, UdSSR

## Italienische Meisterschaften
Umberto Trippa wurde sechsmal italienischer Meister im griech.-röm. Stil im Federgewicht.